# Mantispa chlorotica
Mantispa chlorotica is een insect uit de familie van de Mantispidae, die tot de orde netvleugeligen (Neuroptera) behoort. 
Mantispa chlorotica is voor het eerst wetenschappelijk beschreven door Navás in 1912.